# Nathan Boothe
Nathan Newman Boothe (Oak Park, 3 febbraio 1994) è un cestista statunitense.